# Moltkia aurea
Moltkia aurea är en strävbladig växtart som beskrevs av Pierre Edmond Boissier. Moltkia aurea ingår i släktet Moltkia och familjen strävbladiga växter. Inga underarter finns listade i Catalogue of Life.